# Chaumot (Yonne)
Chaumot település Franciaországban, Yonne megyében. Lakosainak száma 701 fő (2022. január 1.). Chaumot Marsangy, Bussy-le-Repos, Égriselles-le-Bocage, Piffonds, Rousson és Vernoy községekkel határos.

## Népesség
A település népességének változása:
| Lakosok száma | 747  | 781  | 798  | 760  | 734  | 708  | 703  | 697  | 701  |
|               | 2013 | 2015 | 2016 | 2017 | 2018 | 2019 | 2020 | 2021 | 2022 |